# Olmoti (Bezirk)
Olmoti ist ein Verwaltungsbezirk (Ward) des Distrikts Arusha (CC) in der tansanischen Region Arusha.

## Geografie
Olmoti liegt im Norden von Tansania. Es ist ein Bezirk im Südwesten der Stadt Arusha. Bei der Volkszählung 2022 lebten hier 14.132 Menschen in 4162 Haushalten.

## Gliederung
Der Bezirk besteht aus fünf Stadtteilen (Mtaa):
- Olmoti
- Ngaramtoni ya chini
- Mlimani
- Mirongoine
- NAFCO

## Wirtschaft und Infrastruktur
- Gesundheit: In Olmoti befindet sich eine staatliche Apotheke.[6]
- Bildung: Die Olmoti Secondary School ist eine weiterführende Schule mit einer Ausbildung für Burschen und Mädchen bis zur 4. Stufe.[7]